# Nova Gorica
Nova Gorica (IPA: 'nɔˌʋa ˌgɔ'ɾitsa; "Nova Gorizia") é um município urbano do oeste da Eslovênia, junto à fronteira italiana. A sede do município fica na cidade de mesmo nome.
Nova Gorica é recente, pois foi fundada em 1948, quando o Tratado de paz com a Itália em 1947 acordou numa nova fronteira entre a Jugoslávia e a Itália, deixando a cidade de Gorizia fora dos limites da Jugoslávia e assim separando a zona do vale inferior do rio Vipava do seu centro regional. Nova Gorica é o principal centro urbano da região de Goriška no litoral esloveno.

## Demografia
A cidade de Nova Gorica possui 13 178 habitantes na cidade (estimativa 2011), 16 754 nos arredores (conurbação, estimativa 2011) e 32 089 no município (estimativa 2010).